# Harengs marinés
 (juillet 2025).
Les harengs marinés sont des harengs préparés, ayant trempé dans une saumure à base de vinaigre. La composition de cette saumure varie selon les régions. Bien que le hareng mariné soit consommé à l'échelle mondiale, il est particulièrement répandu en Scandinavie et dans le nord de l'Europe.
Dans le nord de la France, en Belgique, aux Pays-Bas et dans les pays nordiques, les filets de harengs peuvent être roulés autour d'oignons ou de cornichons, et constituent les célèbres rollmops, que l'on consomme également avec de la mayonnaise.